# Île Stephens
L'île Stephens (Stephens Island ; en maori : Takapourewa) est située dans le Marlborough Sounds dans la région de Marlborough (Île du Sud - Nouvelle-Zélande), à deux kilomètres au nord-est du cap Stephens, le point le plus au nord de l'île d'Urville.

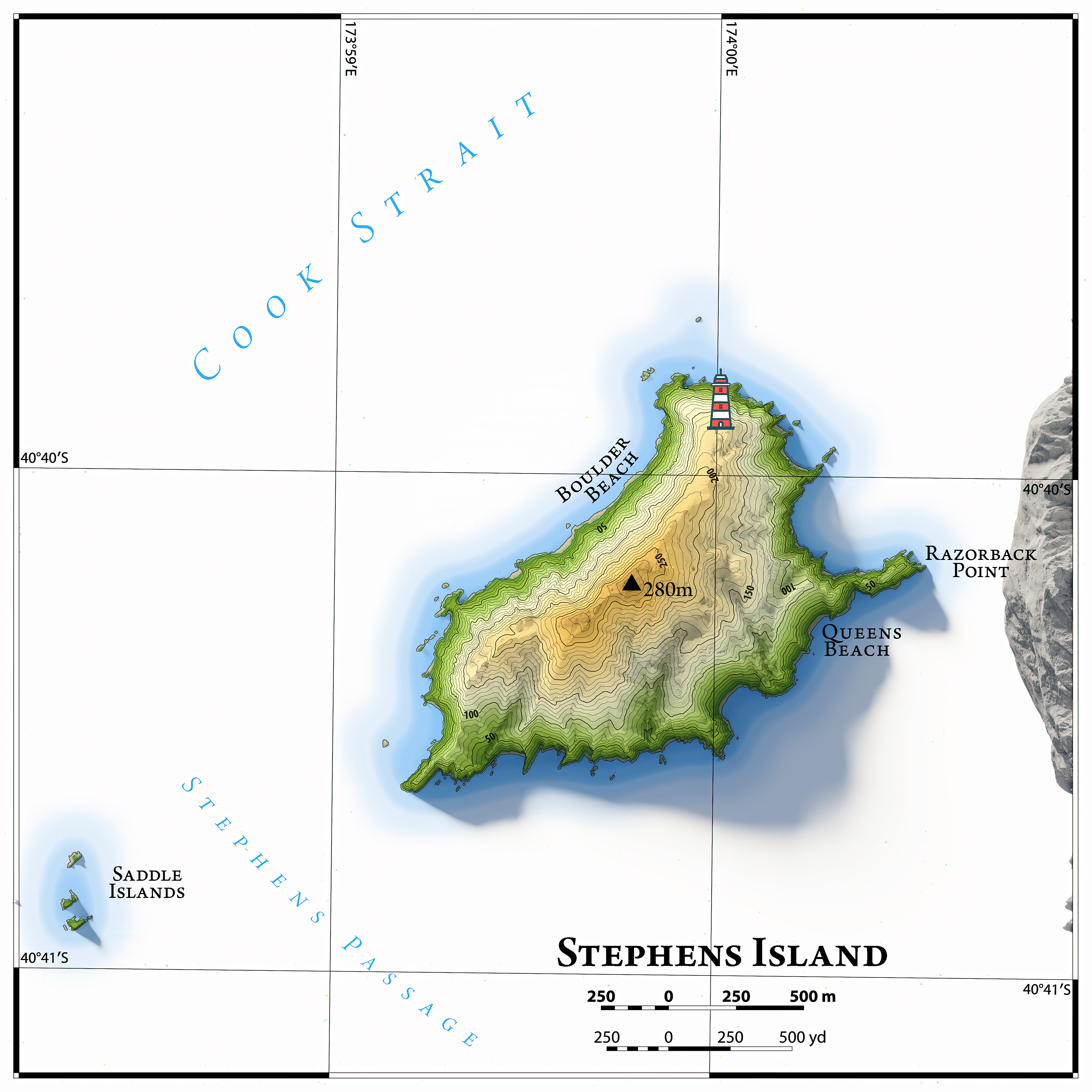
Carte topographique de Stephens Island

## Topographie
L'île Stephens est située à l'extrême Nord des Marlborough Sounds, à deux kilomètres au nord-est du cap Stephens, le point le plus au nord de l'île d'Urville. Mesurant moins d'un kilomètre et demi de longueur pour à peine huit cents mètres de largeur, elle est escarpée, son sommet culminant à 283 mètres d'altitude.

## Histoire et toponymie
L'île, alors nommée Takapourewa, appartenait au ngati (clan) maori de Ngāti Koata (en) mais l'explorateur James Cook l'a rebaptisée en l'honneur de Sir Philipp Stephens, secrétaire de l'Amirauté britannique. En 1891, le gouvernement néo-zélandais l'a prise pour y construire le phare de l'île Stephens.
Le nom maori Takapourewa signifie « flotte de takapou ». Le takapou est le nom local d'un arbre également nommé matipo ou Myrsine australis (en).

## Environnement
Jusqu'en 1894, l'île Stephen abritait très petit passereau endémique et incapable de voler, de la famille des Acanthisittidae : le Xénique de Stephens. Il avait, semble-t-il, l'aire de répartition naturelle la plus réduite de tous les oiseaux connus. Mais l'abattage d'arbres pour la construction du phare de l'île Stephens et la prédation exercée par Tibbles, le chat devenu féral de David Lyall, gardien du phare, mirent fin à l'existence de l'espèce. Aujourd'hui l'île est une réserve naturelle, sanctuaire pour divers animaux comme le rarissime tuatara.